# Hycleus hermanniae
Hycleus hermanniae là một loài bọ cánh cứng trong họ Meloidae. Loài này được Fabricius miêu tả khoa học năm 1792.